# Dragoš Kalajić
Dragoš Kalajić cyr. Драгош Калајић, (ur. 22 lutego 1943 w Belgradzie, zm. 22 lipca 2005 tamże) – jugosłowiański i serbski malarz, pisarz i publicysta.

## Życiorys
Był synem czetnika Velimira Kalajicia i Tatjany z d. Parenta, wykładowczyni matematyki na Uniwersytecie w Belgradzie. W 1966 ukończył studia w Accademia di Belle Arti w Rzymie. Po ukończeniu studiów mieszkał w Belgradzie i w Rzymie. Pisał opowiadania do czasopisma Pogledi, ale także malował obrazy. W 1962 wystąpił w filmie Čudna devojka Jovana Živanovicia, w roli Boby. Od lat 60. był związany z artystyczną grupą Mediala. Przez kilka lat kierował Galerią Progres w Belgradzie. W okresie rządów Slobodana Miloševicia pisywał eseje i komentarze do prorządowego czasopisma Duga. W prowadzonej przez niego rubryce Jedan pogled na svet definiował się jako faszysta i antysemita. Początkowo uznawał się za bezwyznaniowca, ale w latach 90. przystąpił do Serbskiego Kościoła Prawosławnego. W czasie wojny w Bośni zaangażował się w poparcie dla Serbów bośniackich, w roku 1996 zasiadał w Senacie Republiki Serbskiej.

## Twórczość
Po raz pierwszy zaprezentował publicznie swoje obrazy w 1964 na wystawie w rzymskiej Galleria d'arte L'Obelisco. Wystawiał swoje prace w Belgradzie, Zagrzebiu, Rzymie, Mediolanie, Modenie, Brescii i w Brukseli. Był jednym z pierwszych artystów serbskich uprawiających pop-art.
Dorobek literacki Kalajicia obejmuje utwory poetyckie (w 1968 zadebiutował wierszem Krševina), jak również prozę. W 1990 wydał powieść Kosmotvorac, będącą niezwykłym w literaturze serbskiej przykładem prozy science-fiction. Pod koniec życia wydał kolejne dwie powieści: Posledni Evropljani (Ostatni Europejczycy) i Srpska deca carstva (Serbskie dzieci imperium). Określany mianem "guru nowej serbskiej prawicy" i "ideologiem serbskiej małomiasteczkowości" do końca życia budził kontrowersje swoimi skrajnie nacjonalistycznymi i tradycjonalistycznymi wypowiedziami.